# Austrolestes
Genre
Synonymes
- Ceylonolestes Kennedy, 1920[1]

Austrolestes est un genre d'insectes odonates (demoiselles) de la famille des Lestidae.

## Liste des espèces
Selon World Odonata List :
- Austrolestes aleison Watson & Moulds, 1979
- Austrolestes analis Rambur, 1842
- Austrolestes annulosus Selys, 1862
- Austrolestes aridus Tillyard, 1908
- Austrolestes cingulatus Burmeister, 1839
- Austrolestes colensonis White, 1846
- Austrolestes io Selys, 1862
- Austrolestes leda Selys, 1862
- Austrolestes minjerriba Watson, 1979
- Austrolestes psyche Hagen in Selys, 1862

Selon Catalogue of Life (2 juillet 2017) :
- Austrolestes aleison Watson & Moulds, 1979
- Austrolestes analis Rambur, 1842
- Austrolestes annulosus Selys, 1862
- Austrolestes aridus Tillyard, 1908
- Austrolestes cheesmanae Kimmins, 1936
- Austrolestes cingulatus Burmeister, 1839
- Austrolestes colensonis White, 1846
- Austrolestes insularis Tillyard, 1913
- Austrolestes io Selys, 1862
- Austrolestes leda Selys, 1862
- Austrolestes minjerriba Watson, 1979
- Austrolestes psyche Hagen in Selys, 1862